# Артель старателей «Амур»
Артель старателей «Амур» — одно из ведущих предприятий Дальнего Востока и России по добыче драгоценных металлов. Является одним из мировых лидеров по добыче металлов платиновой группы, в частности, платины и палладия. Входит в состав Группы компаний «Русская Платина».

## История компании
Артель «Алдан», правопреемником которой впоследствии стала Артель старателей «Амур», была образована в 1969 году. Большую роль в этом сыграл известный золотопромышленник Вадим Туманов.
Начало работы артели было сопряжено с огромными трудностями: отдаленность производственных участков, бездорожье, тяжелые климатические условия. Зачастую технику приходилось перебрасывать почти за тысячу километров, используя специальные приспособления и механизмы. Однако благодаря самоотверженному труду первопроходцев «Алдана» довольно быстро в эксплуатацию были вовлечены десятки новых месторождений драгоценных металлов, обеспечивающих потребности промышленности СССР.
В конце 1972 года распоряжением главка артель «Алдан» была передана комбинату «Приморзолото» в г. Хабаровске. В ходе решения технических вопросов руководителей предприятия так впечатлил величественный Амур, что и вновь создаваемую артель было решено назвать в его честь. В итоге в 1973 году «Алдан» ушёл в историю, а его дело продолжил «Амур».

## Освоение Кондёра
С 25 июня 1984 года Артель старателей «Амур» ведёт разработку уникального месторождения «Кондёр», которое является одним из самых больших месторождений платины в мире. Найденное здесь месторождение россыпной платины уникально не только в российском, но и в мировом масштабе. Изначально добыча платины велась непосредственно внутри самого хребта, но с начала 1990-х годов, с выработкой этих приисков, началось промышленное освоение полигонов в русле реки Кондёр за пределами кольца, а затем стала осваиваться и Уоргаланская россыпь, названная так по имени реки, протекающей рядом. Платины здесь много, но лежит она глубоко, и чтобы добраться до неё, необходимо вскрыть огромные объёмы грунта, для чего используются экскаваторы и самосвалы.
2007 год знаменуется новым рекордом артели — предприятие перешло на круглогодичный режим работы. Этого удалось достичь благодаря строительству посёлка Уоргалан, расположенного в 20 километрах от прииска. В итоге, в зимние и осенние месяцы ведутся вскрышные работы, а в летние месяцы происходит непосредственно добыча.

## АС «Амур» сегодня
Артель старателей «Амур» и её председатель Виктор Андреевич Лопатюк в 1989 году стали  в числе 180 старательских артелей учредителями Союза старателей России. В.А. Лопатюк был избран его первым руководителем.  
На сегодня день Артель старателей «Амур» входит в состав Группы компаний «Русская Платина» и является одним из крупнейших предприятий по добыче металлов платиновой группы. Ежегодная добыча платины, по данным компании, составляла более 3,7 тонн.;